# Joey Veerman
Johannes Cornelis Maria Veerman (* 19. listopadu 1998) je nizozemský profesionální fotbalista, který hraje na pozici záložníka za klub PSV Eindhoven a nizozemský národní tým.

## Klubová kariéra

### Volendam
Svůj profesionální debut si odbyl v Eerste Divisie za FC Volendam 9. září 2016 v zápase proti VVV-Venlo.

### Heerenveen
Dne 30. srpna 2019 podepsal Veerman smlouvu s týmem SC Heerenveen v Eredivisie. Svůj debut v Eredivisie si odbyl den po podpisu smlouvy, když nastoupil ve druhém poločase jako náhradník za dalšího záložníka Jordyho Bruijna při remíze 1:1 s Fortunou Sittard.

### PSV
Dne 4. ledna 2022 podepsal Veerman smlouvu na 4,5 roku s PSV. Veerman vstřelil vítězný gól v zápase proti Go Ahead Eagles v semifinále KNVB Cupu 2. března. PSV porazilo rivala Ajax ve finále 17. dubna.
Dne 28. října 2022 vstřelil Veerman první gól PSV při výhře 2:0 nad Arsenalem v předposledním zápase skupinové fáze Evropské ligy UEFA, která klubu zajistila účast alespoň v play-off. V sezóně 2023/24 se stal hráčem s největším počtem vytvořených šancí v Eredivisie.

## Reprezentační kariéra
V březnu 2023 obdržel Veerman první oficiální pozvánku do nizozemského seniorského národního týmu na kvalifikaci na Mistrovství Evropy ve fotbale 2024 proti Francii a Gibraltaru, ale poté musel sraz spolu s Codym Gakpo, Matthijsem de Ligtem, Svenem Botmanem a Bartem Verbruggenem opustit kvůli otravě jídla při večeři.
Dne 18. června 2023 debutoval Veerman v reprezentaci v Lize národů UEFA 2022/23, když nastoupil jako náhradník za Matse Wieffera proti Itálii. Dne 26. března 2024 vstřelil svůj první reprezentační gól v přátelském zápase proti Německu.
Dne 29. května 2024 byl Veerman jmenován do nizozemského týmu pro Mistrovství Evropy ve fotbale 2024.

## Osobní život
Joey a jeho přítelkyně Chantalle spolu mají syna jménem Frenkie Joe.

## Statistiky

### Klubové
Platí k zápasu hranému 28. září 2024.
| Klub              | Sezóna            | Liga              | Liga   | Liga | Národní pohár | Národní pohár | Kontinentální | Kontinentální | Ostatní | Ostatní | Celkově | Celkově |
| Klub              | Sezóna            | Soutěž            | Zápasy | Góly | Zápasy        | Góly          | Zápasy        | Góly          | Zápasy  | Góly    | Zápasy  | Góly    |
| ----------------- | ----------------- | ----------------- | ------ | ---- | ------------- | ------------- | ------------- | ------------- | ------- | ------- | ------- | ------- |
| Volendam          | 2016/17           | Eerste Divisie    | 28     | 3    | 4             | 0             | —             | —             | 2       | 0       | 34      | 3       |
| Volendam          | 2017/18           | Eerste Divisie    | 34     | 7    | 2             | 0             | —             | —             | —       | —       | 36      | 7       |
| Volendam          | 2018/19           | Eerste Divisie    | 8      | 2    | 0             | 0             | —             | —             | —       | —       | 8       | 2       |
| Volendam          | 2019/20           | Eerste Divisie    | 3      | 0    | 0             | 0             | —             | —             | —       | —       | 3       | 0       |
| Volendam          | Celkově           | Celkově           | 73     | 12   | 6             | 0             | —             | —             | 2       | 0       | 81      | 12      |
| Heerenveen        | 2019/20           | Eredivisie        | 22     | 4    | 4             | 1             | —             | —             | —       | —       | 26      | 5       |
| Heerenveen        | 2020/21           | Eredivisie        | 31     | 7    | 4             | 2             | —             | —             | —       | —       | 35      | 9       |
| Heerenveen        | 2021/22           | Eredivisie        | 18     | 3    | 2             | 1             | —             | —             | —       | —       | 20      | 4       |
| Heerenveen        | Celkově           | Celkově           | 71     | 14   | 10            | 4             | —             | —             | —       | —       | 81      | 18      |
| PSV               | 2021/22           | Eredivisie        | 15     | 4    | 4             | 2             | 5             | 0             | –       | –       | 24      | 6       |
| PSV               | 2022/23           | Eredivisie        | 33     | 4    | 4             | 0             | 12            | 5             | 1       | 0       | 50      | 9       |
| PSV               | 2023/24           | Eredivisie        | 29     | 6    | 0             | 0             | 11            | 2             | 1       | 0       | 41      | 8       |
| PSV               | 2024/25           | Eredivisie        | 6      | 1    | 0             | 0             | 1             | 0             | 1       | 0       | 8       | 1       |
| PSV               | Celkově           | Celkově           | 83     | 15   | 8             | 2             | 29            | 7             | 3       | 0       | 123     | 24      |
| Celkově v kariéře | Celkově v kariéře | Celkově v kariéře | 226    | 41   | 24            | 6             | 29            | 7             | 5       | 0       | 285     | 54      |

### Reprezentační
Platí k zápasu hranému 10. července 2024.
| Národní tým | Rok     | Zápasy | Góly |
| ----------- | ------- | ------ | ---- |
| Nizozemsko  | 2023    | 6      | 0    |
| Nizozemsko  | 2024    | 10     | 1    |
| Celkově     | Celkově | 16     | 1    |

#### Reprezentační góly
Skóre a výsledky Nizozemska jsou vždy zapsány jako první. Góly Joeyho Veermana jsou zvýrazněny.
| Gól | Datum           | Místo                                  | Zápas | Soupeř  | Skóre | Výsledek | Soutěž          |
| --- | --------------- | -------------------------------------- | ----- | ------- | ----- | -------- | --------------- |
| 1.  | 26. března 2024 | Deutsche Bank Park, Frankfurt, Německo | 8.    | Německo | 1:0   | 1:2      | Přátelský zápas |

## Úspěchy
PSV
- Eredivisie: 2023/24
- KNVB Cup: 2021/22, 2022/23
- Johan Cruyff Shield: 2022, 2023

Individuální
- Talent měsíce Eredivisie: únor 2020
- Hráč měsíce Eredivisie: listopad 2023
- Tým měsíce Eredivisie: únor 2022, duben 2022, srpen 2022, únor 2023, září 2023, říjen 2023, listopad 2023